# Čibajiš
Čibajiš  (arabsko الجبايش, latinizirano: Al-Čibajiš) je mesto ob reki Evfrat v okrožju Al-Čibajiš, guvernat Dhi Kar, v južnem Iraku. Je glavno mesto njegovega istoimenskega okrožja.
Čibajiš je naseljen predvsem z močvirskimi Arabci iz plemena Beni Isad. Čibajiš je bil v zgodovini pomembno središče za močvirske Arabce in tradicionalno središče za izdelavo njihovih kanujev mašuf.

## Zgodovina
Čibajiš je bil zgodovinsko dom skupnosti Mandejcev in Arabcev. Leta 1895 je bil šejk Ṣaḥan ibn Ṣagar, mandejski duhovnik, aretiran blizu mesta Čibajiš v Iraku in zaprt v Basri. Obtožen je bil podpore arabskemu plemenskemu uporu, ki ga je vodil Džāsim al-Khajūn (iz plemena Bani Asad, enega največjih plemen, povezanih z Al-Muntafikom) in tudi umora svojega nečaka. Čeprav je bila britanskim oblastem poslana peticija za njegovo izpustitev in so Britanci poskušali pomagati šejku Sahanu, ni bil izpuščen in je umrl v zaporu leta 1898.
Čibajiš je bil leta 1955 predmet prelomne etnografske študije Prebivalci močvirja delte Evfrata, ki jo je izdelal iraški antropolog Šakir Mustafa Salim.
Čibajiš je bil leta 1955 dom okoli 11.000 ljudi. Prebivalstvo Čibajiša je do leta 2003 padlo na manj kot 6000 zaradi Sadama Huseina, ki je izsušil Mezopotamsko močvirje in njegove povezane kampanje nasilja nad močvirskimi Arabci, med katero so Čibajiš napadli vojaški helikopterji. Število prebivalcev si je med letoma 2001 in 2009 opomoglo in se petkrat povečalo, ko je po ocenah doseglo 30.416 ljudi.